# أجيسيبوليس الأول
أجيسيبوليس الأول (باليونانيَّة: Ἀγησίπολις Αʹ) هو ابن بوسنياس، والملك الحادي والعشرون لأسبرطة من سلالة أجيداي، وأب كليومبروتوس الذي سيخلف الحكم من بعده.

## وصلات خارجية
- قاموس السيرة والأساطير اليونانية والرومانية، المجلد الثالث (بالإنجليزية)